# Phương diện quân Bắc
Phương diện quân Bắc (tiếng Nga: Северный фронт) là một tổ chức tác chiến chiến lược của Hồng quân Liên Xô trong Chiến tranh thế giới II.

## Lịch sử
Phương diện quân Bắc được thành lập ngày 24 tháng 6 năm 1941 dựa trên cơ sở của Quân khu Leningrad. Biên chế phương diện quân ban đầu gồm các tập đoàn quân 7, 14, 23. Sau đó có thêm tập đoàn quân 8 và 48. Ngày 28 tháng 6 năm 1941 có thêm Hạm đội Baltic. Trong khoảng thời gian từ ngày 25 đến ngày 29 tháng 6 năm 1941, các đơn vị không quân của phương diện quân đã ném bom các sân bay trong lãnh thổ Phần Lan và bắc Na Uy. Ngày 29 tháng 6 năm 1941, các đơn vị của phương diện quân Bắc tham gia các trận phòng thủ ở vùng Karelia và Murmansk. Ngày 10 tháng 7, năm 1941, phương diện quân nhận lệnh phòng thủ Leningrad từ hướng tây nam, điều này đã tạo nên Cụm tác chiến Luga. Các trận đánh khốc liệt ở Luga đã giúp cầm chân quân Đức một tháng trước khi quân Đức tiến sát đến Leningrad.
26 tháng 8 năm 1941 theo chỉ thị của Bộ tổng tư lệnh tối cao Liên Xô (STAVKA) ra ngày 23 tháng tám, 1941, phương diện quân Bắc giải thể và tách thành Phương diện quân Karelia và Phương diện quân Leningrad.

## Lãnh đạo phương diện quân

### Tư lệnh
| STT | Ảnh | Họ tên     | Thời gian sống | Thời gian tại nhiệm           | Cấp bậc tại nhiệm  | Ghi chú                                                                     |
| --- | --- | ---------- | -------------- | ----------------------------- | ------------------ | --------------------------------------------------------------------------- |
| 1   |     | M.M. Popov | 1902 - 1969    | tháng 6, 1941 - tháng 8, 1941 | Trung tướng (1940) | Đại tướng (1943). Bị giáng cấp Thượng tướng 1944. Thăng lại Đại tướng 1953. |

### Ủy viên Hội đồng quân sự
| STT | Ảnh                        | Họ tên          | Thời gian sống | Thời gian tại nhiệm           | Cấp bậc tại nhiệm         | Ghi chú            |
| --- | -------------------------- | --------------- | -------------- | ----------------------------- | ------------------------- | ------------------ |
| 1   | Tập tin:Klementyev N N.gif | N.N. Klementyev | 1897 - 1954    | tháng 6, 1941 - tháng 8, 1941 | Chính ủy Quân đoàn (1940) | Thiếu tướng (1942) |

### Tham mưu trưởng
| STT | Ảnh                                           | Họ tên          | Thời gian sống | Thời gian tại nhiệm           | Cấp bậc tại nhiệm  | Ghi chú            |
| --- | --------------------------------------------- | --------------- | -------------- | ----------------------------- | ------------------ | ------------------ |
| 1   | Tập tin:Дмитрий Никитич Никишов - генерал.jpg | D.N. Nikishov   | 1898 - 1973    | tháng 6, 1941 - tháng 7, 1941 | Thiếu tướng (1940) |                    |
| 2   |                                               | N.V. Gorodetsky | 1901 - 1953    | tháng 7, 1941 - tháng 8, 1941 | Đại tá (1940)      | Trung tướng (1946) |

## Thành phần biên chế

Tổ chức Mặt trận phía Bắc kể từ ngày 22 tháng 6 năm 1941

- Tập đoàn quân 7
- Tập đoàn quân 14
- Tập đoàn quân 23

## Các chiến dịch lớn đã tham gia[1]

### Các chiến dịch chiến lược
- Chiến dịch phòng thủ chiến lược Leningrad 1941
- Chiến dịch phòng thủ chiến lược Bắc Cực và Cộng hòa Karelia 1941

### Các chiến dịch của phương diện quân và tập đoàn quân
- Chiến dịch phòng thủ Vyborg-Kexholmsky 1941
- Chiến dịch phòng thủ Kingisepp-Luga1941
- Chiến dịch phòng thủ khu vực Kandalaksha 1941
- Chiến dịch phòng thủ hướng Kestengskom 1941
- Chiến dịch phòng thủ khu vực Murmansk 1941
- Chiến dịch phòng thủ hướng Olonet 1941
- Chiến dịch phòng thủ hướng Petrozavodsk 1941
- Chiến dịch phòng thủ hướng Rugozerskom 1941
- Chiến dịch phòng thủ hướng Ukhta 1941
- Chiến dịch phòng thủ Tallinn 1941